# شهر ممنوعه
شهر ممنوعه (زبان چینی: 紫禁城، زبان پین‌یین: Zǐjinchéng) شهری قدیمی در منطقه پکن، پایتخت کشور چین است و یکی از مهم‌ترین دیدنی‌های تاریخی این کشور به‌شمار می‌آید.
شهر ممنوعه به روایتی وسیع‌ترین و کامل‌ترین مجموعه معماری چوبی در جهان به‌شمار می‌رود.
احداث شهر ممنوعه در سال ۱۴۲۰ میلادی با دستور یونگ لو سومین امپراتور سلسله مینگ آغاز گردید و ظرف ۱۴ سال ساخته شد. تا سال ۱۹۱۱ میلادی و نابودی سلسله چینگ (قریب ۵۰۰ سال) جمعاً ۲۴ امپراتور در این شهر ممنوعه اقامت کرده و بر چین فرمان رانده‌اند.
از سال ۱۹۲۴ بازدید از این مجموعه به عنوان کاخ موزه برای عموم آزاد گردید و ممنوعه بودن آن پایان پذیرفت.
این اثر نادر با ساختاری مستطیل شکل مساحتی حدود ۷۲ هکتار را در برمی گیرد. ابعاد آن ۹۶۱ متر طول در امتداد شمال به جنوب و ۷۵۳ متر عرض در امتداد شرق به غرب است. دیواری با ارتفاع ۱۰ متر و خندقی با عرض ۵۲ متر دورتا دور مجموعه را فراگرفته است. دیوار در هر ضلع خود یک دروازه را جای داده است. بر روی ضلع جنوبی «دروازه نیمروز» (Meridian Gate) و بر روی ضلع شمالی «دروازه نیروی ایزدی» (Gate of Divine Might) قرار دارد. دیوارها ضخیم هستند و طوری طراحی شده‌اند که در برابر آتش توپخانه آن زمان مقاومت کنند.
شهر ممنوعه کاملاً طبق نظام تشریفاتی سلسله‌های فئودالی و اصول طبقاتی ساخته شده است. طرح کلی، وسعت، شیوه معماری، رنگ و تزیینات همه نمایانگر امتیاز خاندان سلطنتی و سلسله مراتب اشرافی است. سه قصر این مجموعه یعنی قصر تای حه، قصر جون حه و قصر بایو حه که توجه را بیشتر جلب می‌کنند، محل اعمال قدرت امپراتوری امپراتوران و برپایی مراسم پرشکوه بوده است. قصر تای حه، مرکز تمام شهر ممنوعه و تخت سلطنتی طلایی رنگ امپراتور در این قصر دیده می‌شود. این قصر دارای مجلل‌ترین معماری در شهر ممنوعه است. این قصر در شمال میدان بر سکوی مرمری سفید رنگی به مساحت ۳۰ هزار متر مربع و بلندای ۸ متر ساخته شده است. ارتفاع آن ۴۰ متر است که به لحاظ ارتفاع، بلندترین بنای شهر ممنوعه است.
در فرهنگ چین، اژدها نماینده قدرت امپراتوری است و امپراتور «پسر آسمانی» اژدهای حقیقی نامیده می‌شود. درون قصر تای حه در بالا و پایین با حدود ۱۳ هزار شکل اژدها تزیین شده است.

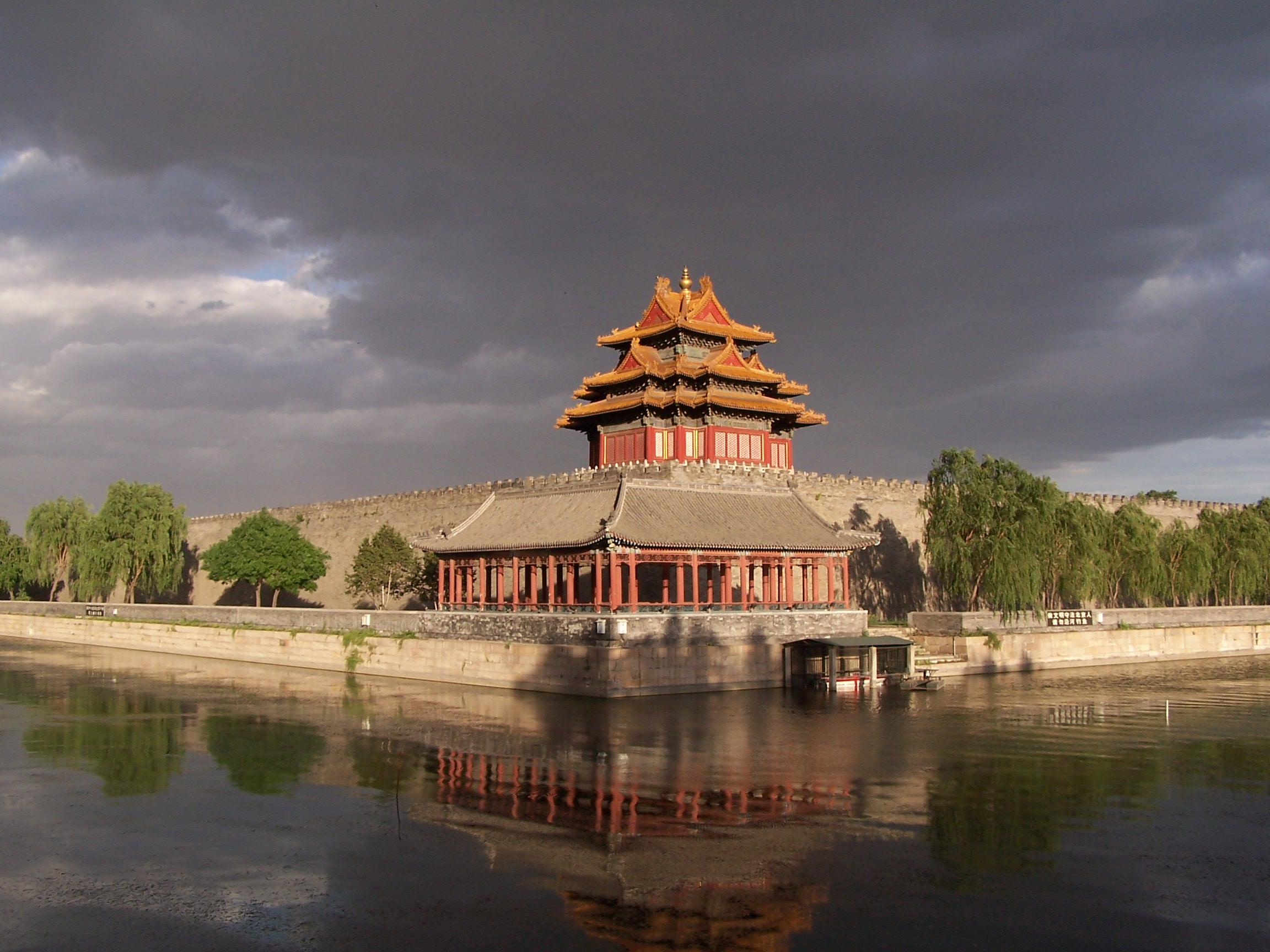
نمایی ازشهر ممنوعه

تعداد قصرها و اتاق‌ها در شهر ممنوعه بسیار زیاد است. می‌گویند جمعاً ۹۹۹۹٫۵ اتاق در آن وجود دارد. به اعتقاد پیشینیان چینی، اقامتگاه امپراتوران آسمانی دارای ۱۰ هزار اتاق است و امپراتورانی که پسر امپراتور آسمانی دانسته می‌شدند باید خویشتندار بوده و نمی‌بایست از شمار اتاق‌های امپراتور آسمانی تجاوز می‌کردند. از این رو شمار اتاق‌های شهر ممنوعه نیم اتاق کمتر از شمار اتاق‌های کاخ آسمانی است. (آن نیم اتاق ظاهراً تنها یک راه پله را در بر می‌گیرد)
معماری مجموعه شهر ممنوعه تبلور نگرش و درایت مردم چین است. مجموعه از نیارش بناها گرفته تا آمود هر یک از اتاق‌ها و دیوارها، سرشار از اندیشه‌های عجیب و غریب است؛ مثلاً سکوی سفید رنگ قصر تای حه، این قصر را پر جلال‌تر کرده و در ضمن از نفوذ رطوبت به قصر جلوگیری می‌کند. برای زهکشی این سکو که در سه اشکوب است، از بیش از یک هزار مجسمه سر اژدها استفاده شده و هنگام بارش باران آب زهکشی شده از دهان اژدهایان فوران می‌کند که چون ابنیه مجموعه شهر ممنوعه چوبی است، این کار ظاهراً در پیشگیری از آتش‌سوزی مؤثر بوده است. در میان حیاط این شهر جمعاً ۳۰۸ ظرف مسی بزرگ برای ذخیره آب دیده می‌شود که در طول تمام سال برای پیشگیری از آتش‌سوزی بکار می‌رفته. در زمستان زیر این ظرف‌ها آتش روشن می‌کردند تا آب داخل آن یخ نبندد.

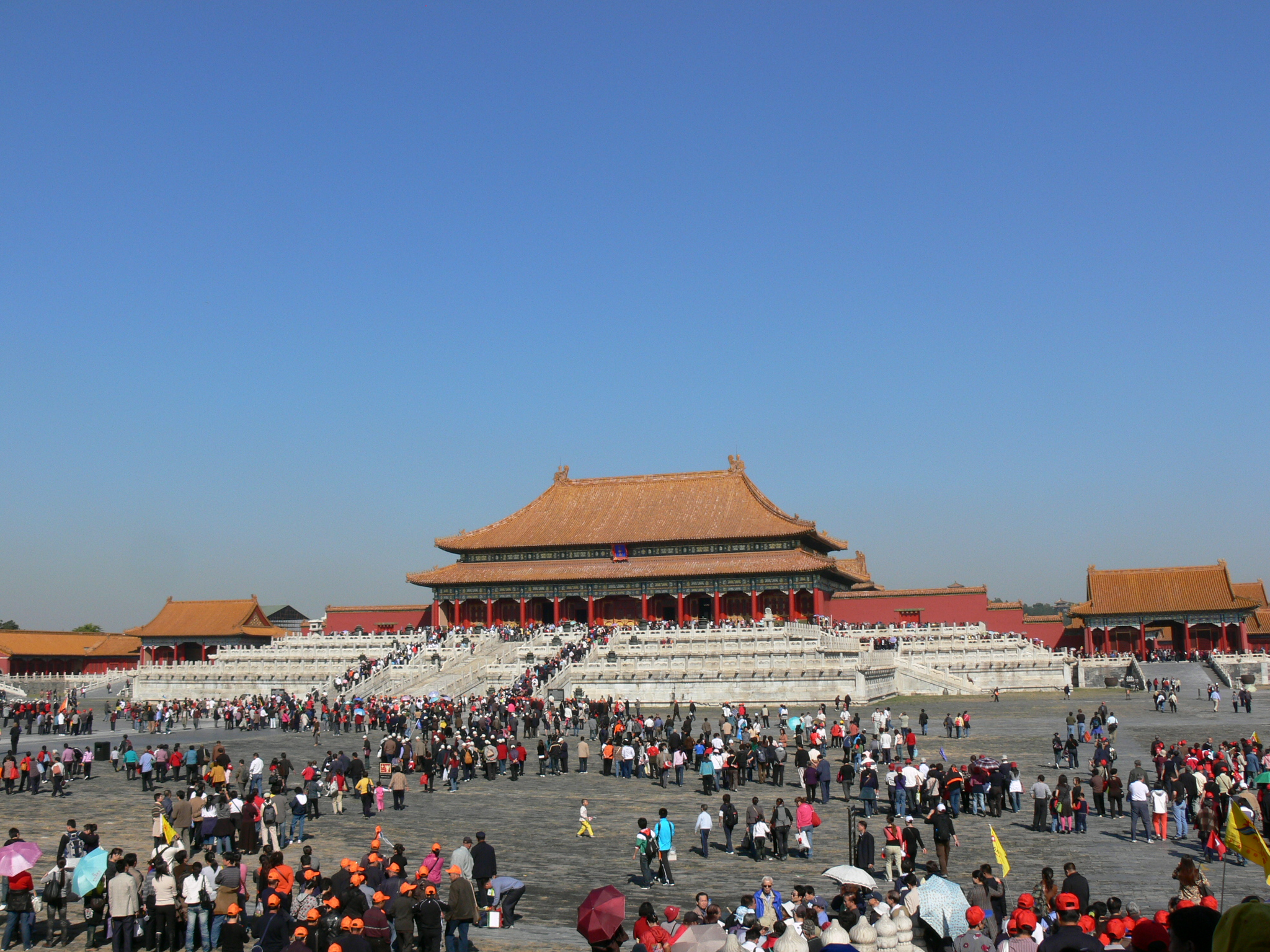
حیاط جلویی در شهر ممنوعه

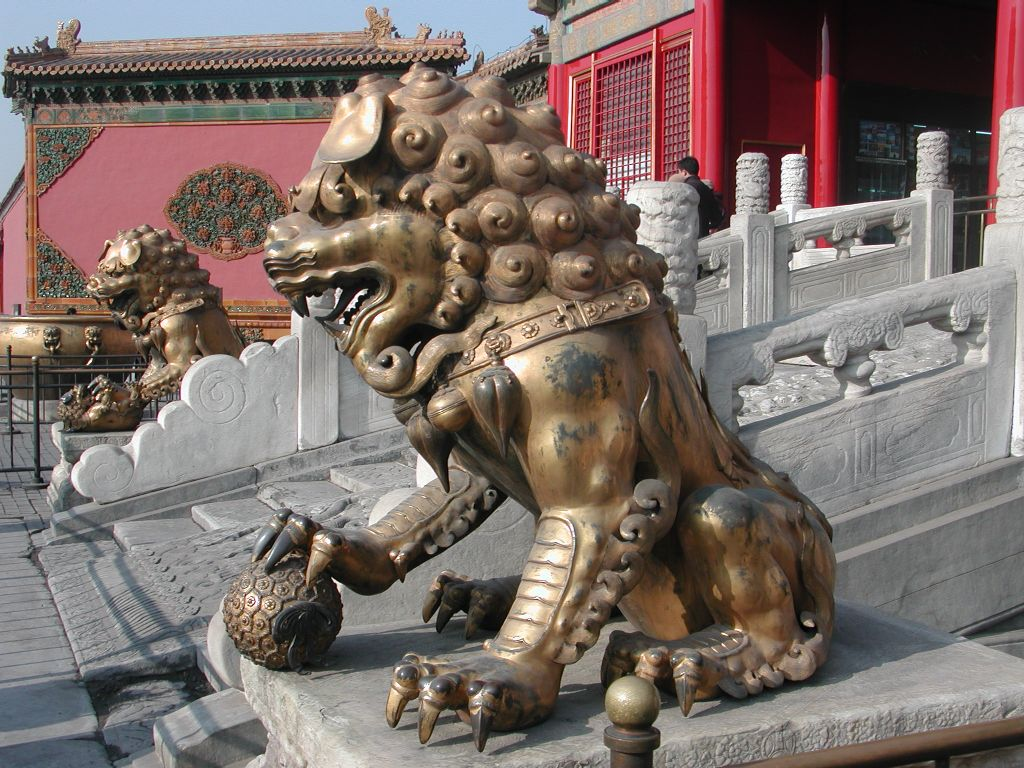
شیرهای سلطنتی نگهبان کاخ

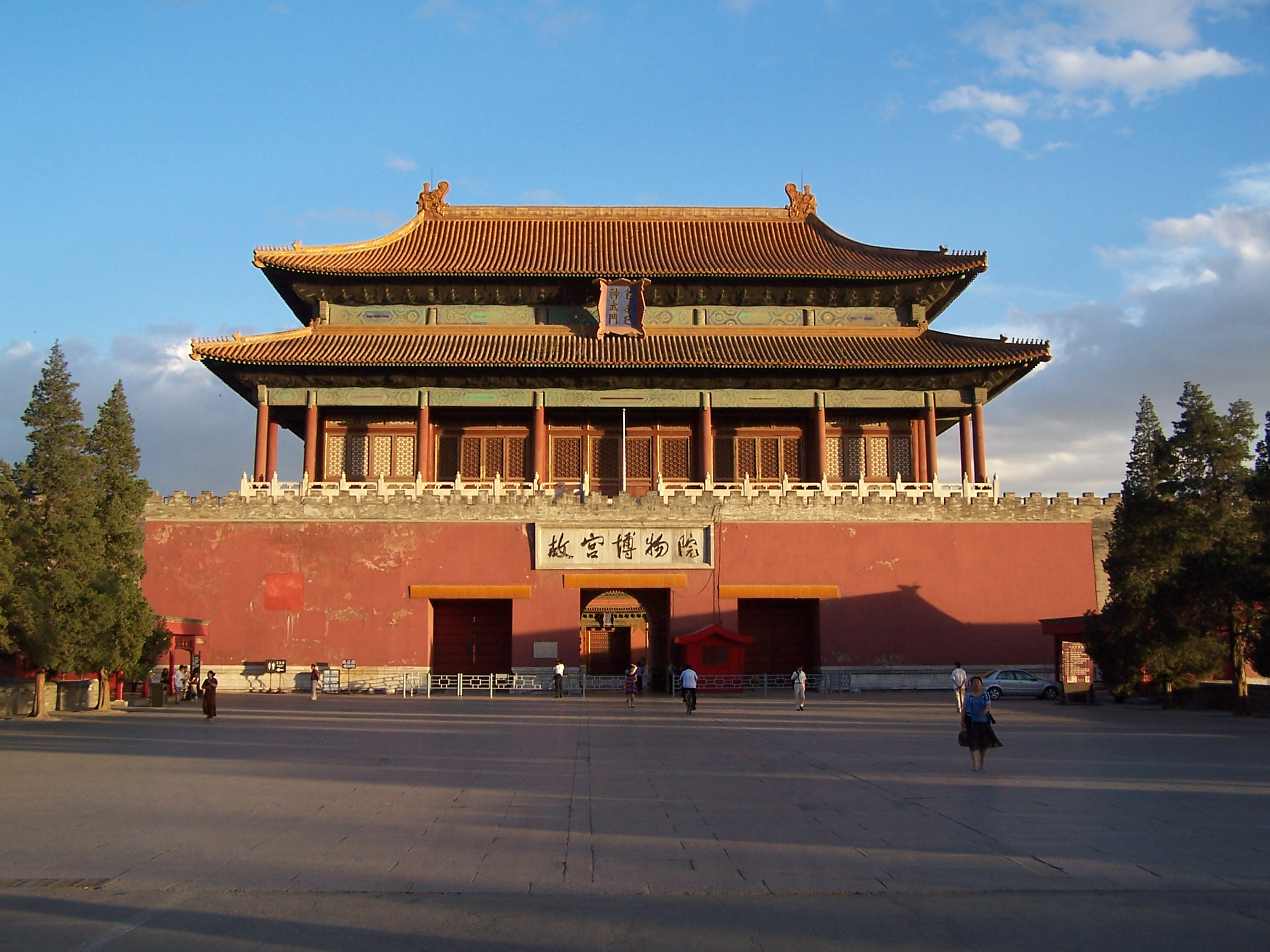
موزهٔ ارتش تراکوتا

طبق یادداشت‌های تاریخی، در سلسله مینگ ۱۰۰ هزار صنعتگر و یک میلیون کارگر در ساخت این مجموعه عظیم باستانی شرکت داشته‌اند.
مصالح ساختمانی مصرفی از سراسر کشور حتی  استان یون نان در فاصله چند هزار کیلومتری تهیه شده است. اشیا و کشفیات گرانمایه‌ای درشهر ممنوعه شده و شمار آن جمعاً به یک میلیون می‌رسد و یک ششم شمار کل کشفیات چین را شامل می‌شود.

## خصوصیات
قصرهای باستانی پکن نماینده معماری قصرهای چین به‌شمار می‌رود و شهر ممنوعه نیز نامیده می‌شود و قصرهای سلطنتی سلسله‌های مینگ و چینگ بوده است و جمعاً ۲۴ امپراتور در این قصرها زندگی کرده‌اند. این قصرهای باستانی ۷۲۰ هزار مترمربع مساحت دارد و بیش از ۹ هزار اتاق را شامل می‌شود.
دیوار سرخ رنگ به ارتفاع چند متر و به طول بیش از ۳۴۰۰ متر شهر ممنوعه را احاطه کرده و بیرون این دیوار رودخانه حفاظتی جاری است.

## تقسیم‌بندی بر پایه عملکرد
قصرهای باستانی به دو بخش تقسیم می‌شود:
1. بخش محل برگزاری مراسم مهم و بزرگ و صدور دستور توسط امپراتور می‌باشد و بناهای عمده آن را کاخ تای حه، کاخ چون حه و کاخ بایو حه تشکیل می‌دهد که همه آن‌ها بر پایه تختی به ارتفاع ۸ متر ساخته و با مرمرسفید رنگ بنا شده است. قصرهای پرجلال و شکوه همانند قصرهای ترسیم شده در افسانه‌ها است. بخش عقبی این قصرها که دربار درونی نامیده می‌شود، مکانهای انجام امور سیاسی و کشورداری برای امپراتور و کاخ‌های اقامت زنان و ندیمه‌های دربار می‌باشد.
2. قصر چیان چینگ و قصر کونین و باغ امپراتوری که بناهای عمده این بخش است، سرشار از محیط زندگی است. این کاخها با باغ، قرائت خانه، اتاق‌های متنوع و سنگ‌های مصنوعی در حیاط دیگری قرار دارد.

به دلیل تعویض سلسله‌های سلطنتی و جنگ‌ها و شورش‌ها قصرهای باستانی معدودی باقی‌مانده‌اند. به‌طوری‌که اکنون علاوه بر شهر ممنوعه در پکن، قصرهای باستانی قصر شن‌یان و همچنین خرابه‌های قصرهای سلسله هان و سلسله‌تان در شهر سی‌آن در چین به چشم می‌خورند.

## نگارخانه

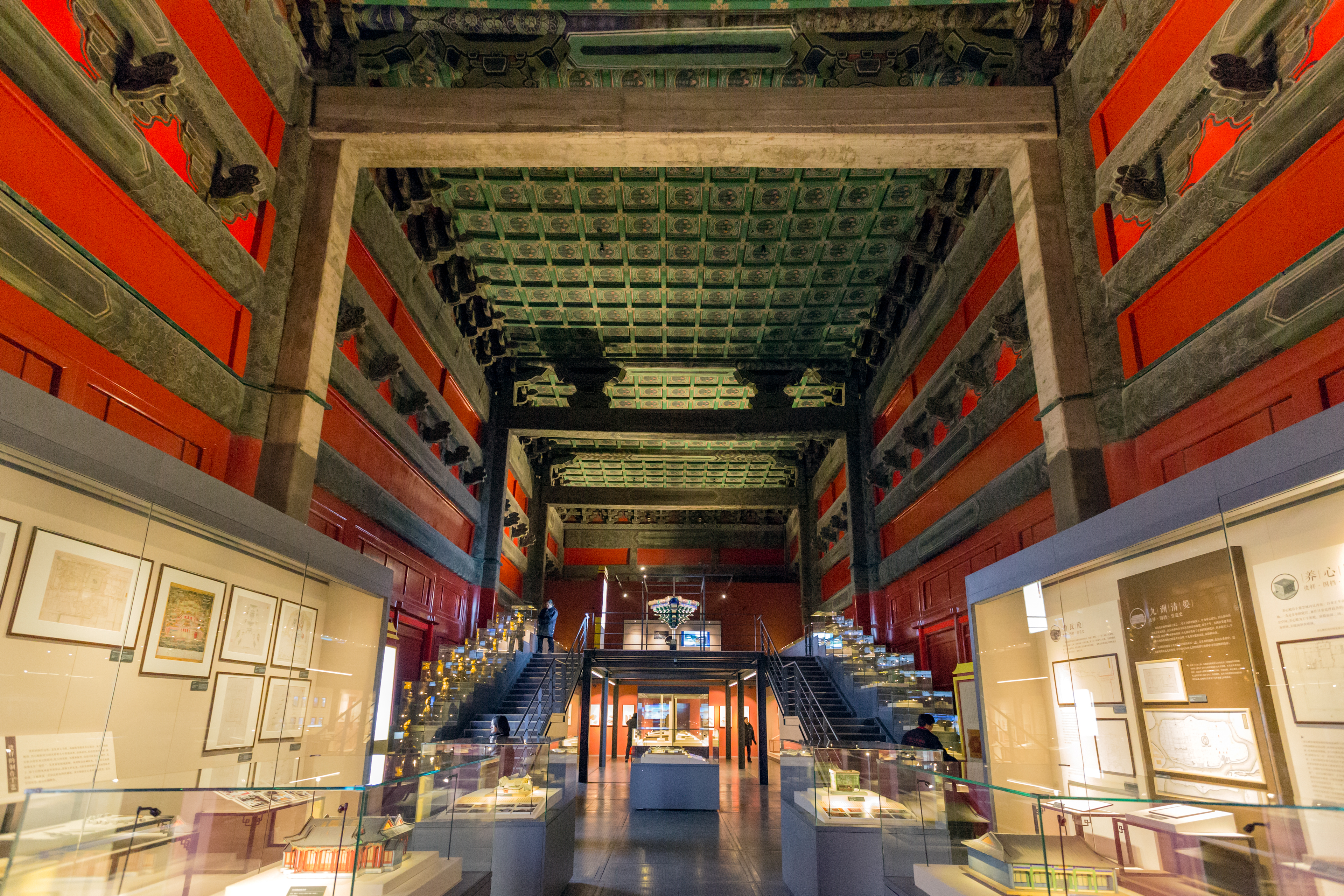
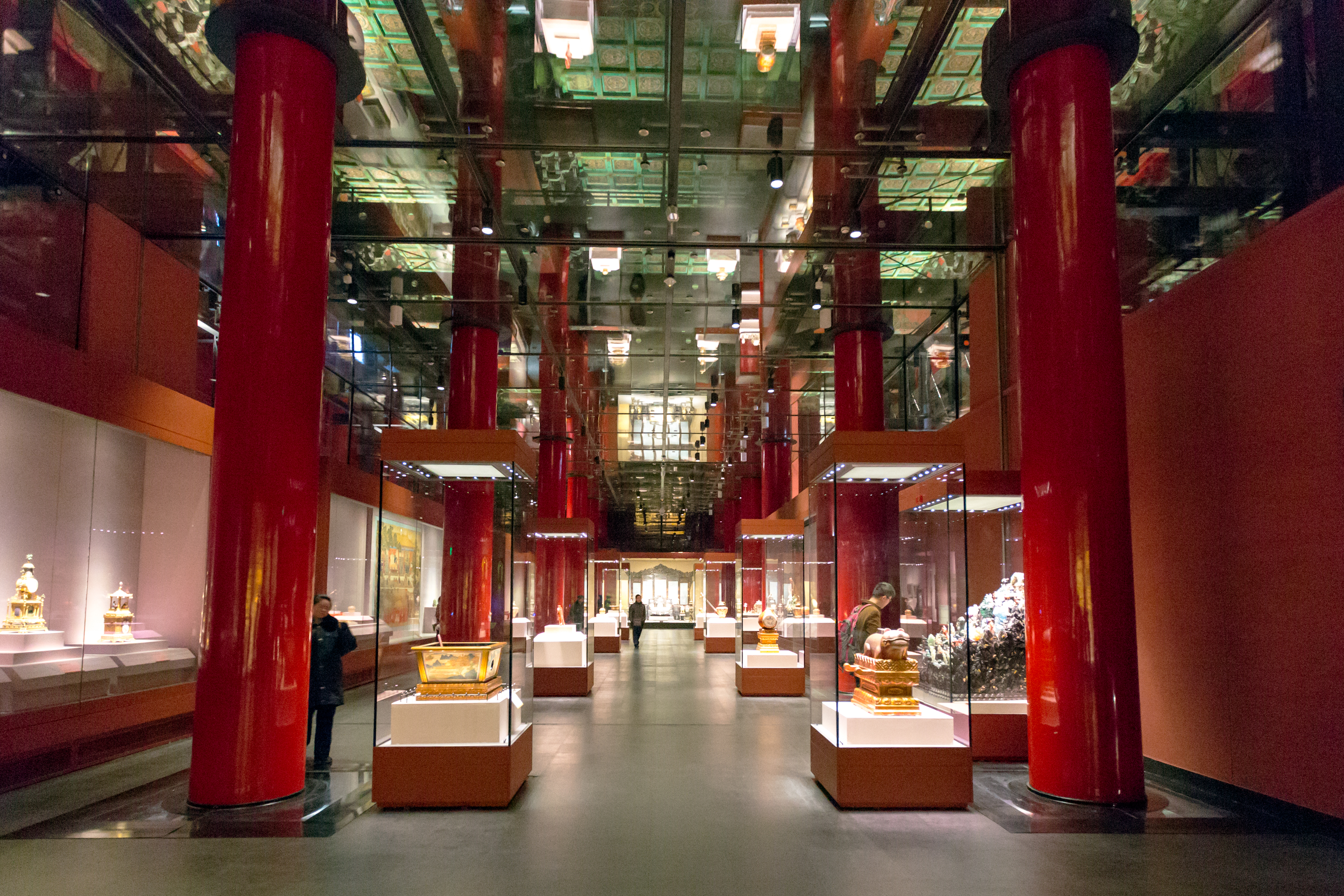